# Verwaltungsgemeinschaft Niederviehbach
Die Verwaltungsgemeinschaft Niederviehbach war eine vom 1. Mai 1978 (Stichtag Abschluss der Gebietsreform in Bayern) bis zum 31. Dezember 1979 bestehende Verwaltungsgemeinschaft im niederbayerischen Landkreis Dingolfing-Landau.
Die Mitgliedsgemeinden waren (mit Bevölkerung zum Stand 31. Dezember 1979):
1. Loiching, 2413 Einwohner, 38,93 km²
2. Niederviehbach, 2015 Einwohner, 29,62 km²

Verwaltungssitz war Niederviehbach. Zum Stichtag 1. Januar 1980 wurde die Verwaltungsgemeinschaft auf Betreiben Loichings aufgelöst.
Beide Gemeinden verwalten sich seither jeweils allein im eigenen Rathaus.